# Nathalie Schneyder
Nathalie Schneyder, née le 25 mai 1968 à San Francisco, est une nageuse synchronisée américaine.

## Carrière
Lors des Jeux olympiques de 1996 à Atlanta, Nathalie Schneyder est sacrée championne olympique par équipes avec Tammy Cleland, Suzannah Bianco, Heather Pease, Becky Dyroen-Lancer, Jill Savery, Heather Simmons-Carrasco, Jill Sudduth, Emily Lesueur et Margot Thien,.